# Gynandromyia fumigatum
Gynandromyia fumigatum är en tvåvingeart som först beskrevs av Verbeke 1962.  Gynandromyia fumigatum ingår i släktet Gynandromyia och familjen parasitflugor.
Artens utbredningsområde är Kongo. Inga underarter finns listade i Catalogue of Life.